# 仙林中心駅
座標: 北緯32度5分54秒 東経118度55分47秒 / 北緯32.09833度 東経118.92972度
仙林中心駅（せんりんちゅうしんえき）は中華人民共和国江蘇省南京市棲霞区仙林大道の北側にある、南京地下鉄の駅である。2号線と8号線が乗り入れ、両路線の接続駅となっている。

## 駅構造
- 島式ホーム1面2線の高架駅。
- 一階が改札階で二階にホームがある。
- 総建築面積は5111平方メートル。

| 上り | ■2号線 | 新街口・元通・油坊橋方面 |
| 下り | ■2号線 | 経天路方面               |

## 駅周辺
- 南京財経大学仙林キャンパス
- 南京郵電大学仙林キャンパス

## 歴史
- 2010年5月28日 - 開業[1]。

## 隣の駅
南京地下鉄
■2号線
学則路駅 - 仙林中心駅 - 羊山公園駅